# Joachim Hermann Luger

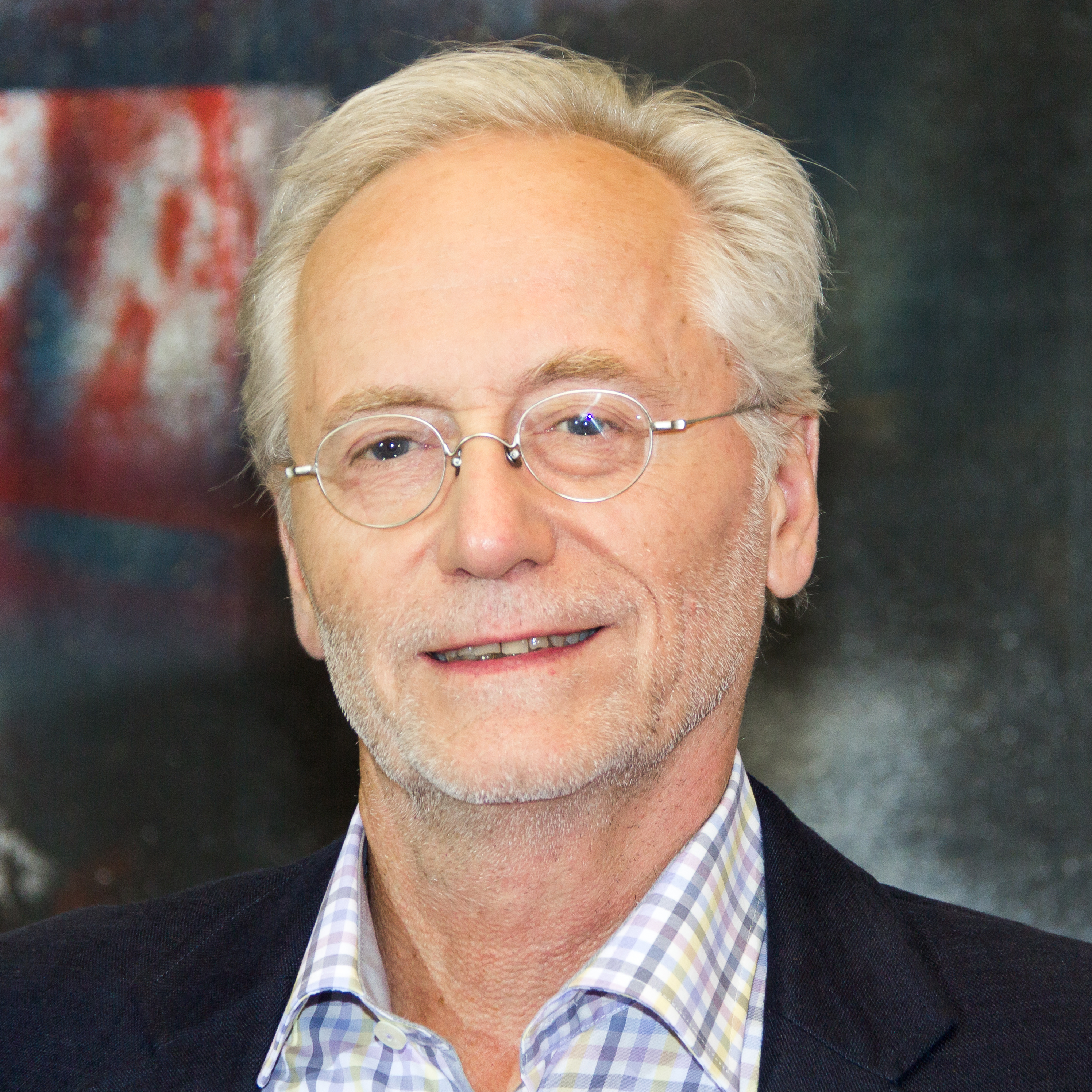
Joachim Hermann Luger (2015)

Joachim Hermann Luger (* 2. Oktober 1943 in Schömbach, Landkreis Altenburg, Thüringen) ist ein deutscher Schauspieler.

## Leben
Luger wuchs in Berlin auf. Nach der mittleren Reife absolvierte er eine Ausbildung zum Chemielaboranten. Von 1966 bis 1969 besuchte er die private Schauspielschule Schneider-Wienecke in Stuttgart. Es folgte ein mehrjähriges Engagement am Stadttheater Lübeck. Er gastierte wiederholt am Westfälischen und Rheinischen Landestheater, bei den Ruhrfestspielen und den Festspielen in Bad Hersfeld. Über Engagements am Grillo-Theater Essen sowie am Schauspielhaus Bochum unter der Intendanz von Claus Peymann kam er in den 1970er-Jahren nach Bochum, wo er bis heute lebt. Er ist verheiratet und hat zwei Söhne.
Bekannt wurde Luger in der Rolle des Sozialarbeiters und Hausmannes Hans Beimer (genannt Hansemann) in der Fernsehserie Lindenstraße. Luger war seit der Folge 1, die am 8. Dezember 1985 ausgestrahlt wurde, Mitglied des Ensembles. Die letzte Folge mit ihm war am 2. September 2018 zu sehen.
Vor seiner Rolle in der Lindenstraße spielte er in der Serie Eine ganz gewöhnliche Geschichte und war neben Tana Schanzara in dem Film Ihr habt meine Seele gebogen wie einen schönen Tänzer unter der Regie von Roland Reber zu sehen. Auch in Episoden bekannter Fernsehserien wie Unser Lehrer Doktor Specht, Liebling Kreuzberg sowie der Reihe Tatort war er zu sehen.
Neben seiner Fernsehtätigkeit arbeitet Luger vornehmlich als Bühnenschauspieler an verschiedenen Theatern des Ruhrgebiets. Ab 1995 gestaltete er gemeinsam mit seiner Kollegin Petra Afonin musikalisch-literarische Programme am Bochumer Prinzregenttheater.

Joachim Hermann Luger (1998)

Luger war auch in dem Einpersonenstück Klamms Krieg von Kai Hensel zu sehen. Mit dem Stück, das wegen seiner Handlung für die Aufführung in Klassenzimmern ausgelegt ist, trat er auch in Schulen vor Klassen ab der Jahrgangsstufe 10 auf: Der Deutschlehrer Klamm hat einem Schüler einen notwendigen Punkt für die Zulassung zum Abitur verweigert, worauf sich dieser erhängt. Sein Leistungskurs will Klamm dafür zur Verantwortung ziehen und erklärt ihm brieflich den Krieg. Luger, der das Solo-Drama nach eigener Aussage für „einen der besten Texte“ hält, die er in jüngster Zeit gelesen habe, äußert sich in einem Interview kritisch zum deutschen Schulsystem: „Die Grundschule absolvieren die meisten noch mit Spaß. Aber an den weiterführenden Schulen fangen alle an zu stöhnen. Da muss doch etwas falsch sein.“ (Luger im Gespräch mit Ulrike Drebs im Westfalenspiegel). Viele Schüler, mit denen der Schauspieler nach den sogenannten „mobilen Klassenzimmerinszenierungen“ diskutiert, hätten in Zügen des Neurotikers Klamm real existierende Pädagogen wiedererkannt.
Luger präsentiert ferner im WDR Fernsehen regelmäßig die Kochsendung Lecker essen innerhalb der Lokalzeit, in der er sich in die heimischen Küchen von Hobbyköchinnen und -köchen einlädt, die ihre Lieblingsrezepte vorstellen.
Joachim Hermann Luger engagierte sich bereits mehrfach privat für Menschen mit Down-Syndrom (Trisomie 21). So ist er Pate des seit 2003 jährlich in Frankfurt am Main und seit 2005 zusätzlich in Magdeburg stattfindenden Deutschen Down-Sportlerfestivals und er nahm an einer Posterkampagne teil. Auf den Postern und Postkarten, die im Oktober 2005 veröffentlicht wurden, ist er gemeinsam mit seiner Lindenstraßen-Kollegin Irene Fischer und Albin Jonathan, einem Teenager mit Down-Syndrom, zu sehen.

## Filmografie
- 1971: Überlebensgroß Herr Krott - Requiem für einen Unsterblichen (Fernsehfilm)
- 1975–1976: Eine ganz gewöhnliche Geschichte (Fernsehserie)
- 1980: Ihr habt meine Seele gebogen wie einen schönen Tänzer (Fernsehfilm)
- 1984: Tatort: Kielwasser
- 1984: Werbung macht’s möglich (4 Folgen, WDR Schulfernsehen)
- 1985–2018, 2020: Lindenstraße (Fernsehserie, 887 Folgen)
- 1986: Detektivbüro Roth (Fernsehserie, 1 Folge)
- 1987: Gegen die Regel (Fernsehfilm)
- 1990: Die Beimers (Fernsehfilm)
- 1992: Unser Lehrer Doktor Specht (Fernsehserie, 3 Folgen)
- 1992: Tatort: Blindekuh
- 1993: Sechs Richtige (Správná sestka, Miniserie)
- 1995: Entführung aus der Lindenstraße (Fernsehfilm)
- 1997: Ein Bayer auf Rügen (Fernsehserie, 1 Folge)
- 1997: Liebling Kreuzberg (Fernsehserie, 1 Folge)
- 2006: Lindenstraße: Finstere Weihnacht (Fernsehfilm)
- 2012: Theater am Dom: Achtung Deutsch! (Theater)
- 2016: SOKO Köln (Fernsehserie, 1 Folge)

## Hörspiele (Auswahl)
- 1968: Günter Bruno Fuchs: Straße des Eulenspiegel – Regie: Fritz Schröder-Jahn (SDR)
- 1998: Gerhard Herm: Adieu mein armes Negerlein (Herr Magenau), mit Günter Schoß, Oliver Brod, Klaus Herm, Dirk Galuba, Horst Mendroch u. a. – Regie: Klaus Dieter Pittrich (WDR)